# Магаш
Мага́ш (рос. Магаш, башк. Мағаш) — присілок у складі Архангельського району Башкортостану, Росія. Входить до складу Краснозілімської сільської ради.
Населення — 162 особи (2010; 203 в 2002).
Національний склад:
- росіяни — 95 %